# Ted Hsu
 (août 2021).
Si vous disposez d'ouvrages ou d'articles de référence ou si vous connaissez des sites web de qualité traitant du thème abordé ici, merci de compléter l'article en donnant les références utiles à sa vérifiabilité et en les liant à la section « Notes et références ».
Pour les articles homonymes, voir Hsu.
Theodore (Ted) Hsu (chinois: 徐正陶) (né le 4 mars 1964) est un physicien, négociant et un homme politique canadien. Il est député à la Chambre des communes du Canada, représentant la circonscription ontarienne de Kingston et les Îles de 2011 à 2015 sous la bannière du Parti libéral du Canada.
Il est également député provincial libéral de la circonscription ontarienne de Kingston et les Îles depuis 2022.

## Biographie
Né à Bartlesville dans l'État américain de l'Oklahoma, M. Hsu s'installa avec sa famille dans la région de Kingston alors qu'il était âgé de 6 mois. De descendance chinoise, il parle de façon fluide en français et en mandarin. Diplômé de la Loyalist Collegiate and Vocational Institute en 1980, il étudia la physique à l'Université Queen's où il obtint un baccalauréat et ensuite un doctorat de l'Université de Princeton. Il travailla ensuite à Paris et à Philadelphie pour le compte de BNP Paribas et ensuite comme directeur exécutif de la succursale de Tokyo de Morgan Stanley.
Élu député du Parti libéral du Canada dans la circonscription de Kingston et les Îles en mai 2011, le chef intérimaire Bob Rae le nomma critique des Sciences et Technologies dans le cabinet fantôme libéral en juin 2011. Il ne s'est pas représenté lors des élections générales de 2015.